# 蕭冕
蕭冕（1440年—？），字廷冕，江西吉安府泰和縣人，民籍。明朝政治人物。進士出身。

## 生平
江西鄉試第八十一名。成化五年（1469年）乙丑科會試第一百六十名，殿試登進士第三甲第一百四十七名。

## 家族
曾祖蕭志剛。祖父蕭子貢。父亲蕭孟淞。